# ジュステーニチェ
ジュステーニチェ(伊: Giustenice)は、イタリア共和国リグーリア州サヴォーナ県にある、人口約1,000人の基礎自治体（コムーネ）。

## 地理

### 位置・広がり

#### 隣接コムーネ
隣接するコムーネは以下の通り。
- バルディネート
- ロアーノ
- マリオーロ
- ピエトラ・リーグレ
- トーヴォ・サン・ジャコモ

### 地震分類
イタリアの地震リスク階級 (it) では、3 に分類される
。

## 行政

### 分離集落
ジュステーニチェには、以下の分離集落（フラツィオーネ）がある。
- San Lorenzo, San Michele